# Chaetosiphon alpinum
Chaetosiphon alpinum är en insektsart som först beskrevs av Carl Julius Bernhard Börner 1950.  Chaetosiphon alpinum ingår i släktet Chaetosiphon och familjen långrörsbladlöss. Inga underarter finns listade i Catalogue of Life.